# تاميكا مكانداوير
تاميكا مكانداوير (بالإنجليزية: Tamika Mkandawire)‏ (28 مايو 1983 بمزوزو في مالاوي - ) هو لاعب كرة قدم ملاوي في مركز الدفاع. شارك مع منتخب إنجلترا لكرة القدم C ‏. أما مع النوادي، فقد لعب مع شروزبري تاون ونادي ميلوول ووست بروميتش ألبيون وTampa Bay Rowdies ‏ ونادي هيرفورد ونادي ليتون أورينت ونادي ساوثيند يونايتد.

## وصلات خارجية
- تاميكا مكانداوير على موقع قاعدة بيانات كرة القدم.إي يو (الإنجليزية)
- تاميكا مكانداوير على موقع Soccerbase.com (لاعب) (الإنجليزية)
- تاميكا مكانداوير على موقع Soccerway.com (الإنجليزية)